# Louis Vitet
Pour les articles homonymes, voir Vitet.
Louis Vitet, né à Lyon le 3 août 1736, mort le 25 mai 1809 à Paris dans l'ancien 2e arrondissement, est un médecin et un homme politique de la Révolution française.

## Biographie

### Ancien régime
Louis Vitet naît à Lyon le 3 août 1736 et est baptisé à Saint-nizier et est domicilié en 1787 Rue du Bœuf. Il est le cousin de Jean-François Vitet, avocat et engagé politiquement pendant la révolution ; et le fils de Jean-François Vitet, chirurgien et membre de la société de médecine de Lyon et Marie Mathon. Il se marie en 1763 avec Jeanne-Marie Faulin avec qui il a dix enfants dont un seul fils survit.
Louis Vitet reçoit une première formation chez les jésuites au Grand collège puis au séminaire de Saint-Irénée. Il part ensuite comme son père à l'Université de Montpellier où il étudie la médecine. Ayant obtenu son agrégation, il intègre le collège de médecine de Lyon, ainsi que la société royale de médecine de Lyon. En tant que médecin, outre son travail de soignant, il reprend ses études, écrit des ouvrages proposant des réformes pour améliorer le sort des malheureux. Sa réputation devient importante auprès de la population. Ainsi, Flesselles lui demande de constituer une école gratuite de sage-femme à Lyon. 
Louis Vitet devient recteur de l'Académie de Lyon en 1786, succédant à Pierre Poivre.

### Premières années de la Révolution
Lorsqu'éclate la Révolution, il se déclare immédiatement partisan de cette dernière. Dès janvier 1789, il fait partie de l'assemblée de notables qui se réunit dans le réfectoire des Carmes des Terreaux pour organiser l'élection aux États généraux par dessus le Consulat, qu'ils soupçonnent de vouloir confisquer les places à l'assemblée. A la fin de l'année 1789, il participe à la création de la Société des amis de la Constitution, second club lyonnais. Réunie Maison du Concert, place des Cordeliers, elle comprend une quarantaine de membres surtout liée à la bourgeoisie et Vitet y cotoie Frossard ou Gilibert
Il publie ses recherches médicales dans le Médecin du peuple, et s'engage pour les réformes en 1789 et 1790. Il est ainsi élu parmi les notables au sein de la première municipalité en février 1790.
Ainsi, il est unanimement choisi pour, le 16 décembre 1790, succède à Palerne de Savy comme maire de Lyon,

### Maire de Lyon
Il tente de poursuivre son activité médicale et ses mandats politiques et devant la difficulté éprouvée, il propose sa démission, qui est refusée. Il est un républicain convaincu, un patriote et il est hostile aux prêtres réfractaires.
Il préside le 14 juillet 1791 la fête de la Fédération aux Brotteaux. Il y prononce un discours comme Frachon, major général de la garde nationale et l'évêque Lamourette.
Il devient président de l'administration départementale, après avoir refusé le mandat de député à l'Assemblée nationale législative en 1791. 
Le 9 septembre, il tente d’empêcher le massacre d’officiers et de prêtres détenus, par des gardes nationaux et des vétérans de passage dans la ville. La troupe ayant projeté de commettre les mêmes actes à Roanne, il rassemble trois bataillons de la garde nationale de Lyon, et réussit à contrecarrer leur projet.
Il est réélu maire de Lyon le 16 décembre 1791 en ayant orchestré sa démission pour renforcer sa popularité. Au sein de sa municipalité se retrouvent Chalier, Denis Monnet et Cusset. Roland est nommé officier municipal.

### Mandats à la Convention et aux Cinq-Cents
Le 12 septembre 1792, Vitet est élu député du département du Rhône-et-Loire, le troisième sur quinze, à la Convention nationale. Il siège sur les bancs de la Gironde. Lors du procès de Louis XVI, il vote « la détention et le bannissement de la race des Bourbons ». Il rejette l'appel au peuple mais vote en faveur du sursis. En congé dans sa ville natale pour motifs de santé, il ne participe ni au scrutin sur la mise en accusation de Marat, ni à celui sur le rétablissement de la Commission des Douze. Au sein de la Convention, il est mandaté à deux reprises pour être un représentant, une fois en Provence et une fois à Lyon.
Malgré son séjour à Paris, il se tient soigneusement au courant des orientations politiques à Lyon. Il commente auprès de Roland de la Platière dans une lettre du 10 novembre 1792 : « Les Chalier, les Dodieu, les Laussel et une multitude d'autres se tairont bien, tant que nous serons à Lyon, mais à peine serions-nous sortis qu'ils provoqueront le désordre, la violation des propriétés et peut-être des suretés individuelles ».
Durant la première partie de l'année 1793, il se retire pour raison de santé dans sa propriété de Longes.
En juillet 1793, Vitet est décrété d'arrestation sur motion de Couthon, accusé de pousser la ville de Lyon à la sédition contre Paris. Son suppléant, Jean-Baptiste Boiron, est appelé à le remplacer. Il tente de se cacher durant le mois d'août mais est retrouvé. Il est arrêté et assigné à résidence à Lyon chez ses beaux-parents le 24 août 1793 ; mais rapidement libéré, pour échapper à la répression, il s'exile en Suisse, à Lausanne,. Louis Vitet, son épouse et son fils se cachent pour atteindre la Suisse le 11 janvier 1794, mais ils y sont mal accueillis. Logeant d'abord à Lausanne, ils sont obligés de changer de ville souvent.
Après le 9 thermidor, les députés girondins sont progressivement réintégrés, une première vague le 18 frimaire an III (8 décembre 1794) puis une seconde le 18 ventôse (8 mars 1795). Vitet n'est compris dans aucun des deux décrets qui rappelle les proscrits. Dès nivôse (janvier 1795), il avait émis une protestation écrite à la Convention pour être réintégré dans ses fonctions. Au terme d'un rapport, Merlin de Douai obtient son rappel. 
En vendémiaire an IV (octobre 1795), Vitet est élu député au Conseil des Cinq-Cents pour le Rhône-et-Loire où il est tiré au sort pour être reconduit jusqu'en prairial an VI (mai 1798). Il est réélu aux élections de l'an VI. Son retour en politique est contesté et décrié par les royalistes, notamment par le journaliste conservateur Pelzin.
Il refuse le Coup d'État du 18 Brumaire, portant Bonaparte au pouvoir. Il quitte la vie politique et retourne à ses études scientifiques.

### Travaux scientifiques et fin de vie
Il revient à Lyon et fait paraître plusieurs ouvrages de médecine, Médecine du peuple, Médecine expectante en 1805, Traité de sangsue médicinale en 1809.
Il décède à Paris le 25 mai 1809.

### Postérité
Il existe une rue de Lyon et une rue de Toulouse à son nom.

## Ouvrages
- Dissertation sur les noyés, [Lyon, 1768]
- Médecine vétérinaire, contenant 1°. l’exposition de la structure et des fonctions du cheval et du bœuf ; 2°. l’exposition des maladies du cheval, du bœuf, de la brebis, etc. ; 3°. l’exposition des médicamens nécessaires au maréchal ; 4°. l’analyse des auteurs qui ont écrit sur l’art vétérinaire, depuis Végèce jusqu’à nos jours, Lyon : chez les frères Périsse, 1771, 3 vol., XII-742, XXVI-834 et X-349-269 p. ; Lyon : chez les frères Périsse, 1783, 3 vol. in-8° ; traduit en allemand, par Erxleben, professeur à Göttingen, édité à Lemgow : chez Meyers, 1773-1776, et continué en 1785 par Hennemann, docteur en médecine, au même lieu d’édition, et en hollandais, publié à Amsterdam, 1775, in-8°
- Observations et Projet de décret sur les Écoles vétérinaires ; imprimées par ordre de la Convention nationale, Paris : Impr. Nationale, 1795 (germinal an III), in-8°, 7 p.
- Médecin du peuple.
- Médecine expectante,  Lyon : chez Amable Leroy , an XI (1803), 5 volumes (vol.1 , vol.2 , vol.4 , vol.5), avec un 6e volume : Matière médicale ou exposition théorique de médicaments
- Traité de la sangsue médicale, publié par P.J. Vitet son fils, Paris : chez H. Nicolle & imprimerie Mame frères, 1809,

### Autres articles
- Lyon sous la Révolution
- Chronologie de Lyon sous la Révolution